# Guatemala az 1976. évi nyári olimpiai játékokon
Guatemala a kanadai Montréalban megrendezett 1976. évi nyári olimpiai játékok egyik részt vevő nemzete volt. Az országot az olimpián 5 sportágban 28 sportoló képviselte, akik érmet nem szereztek.

## Labdarúgás
| Guatemalai labdarúgócsapat-játékoskeret | Guatemalai labdarúgócsapat-játékoskeret                                                                                                  |
| --- | --- |
| - Julio Anderson - Edgar Bolaños - Marco Fión - Julio Rodolfo García - Julio Gómez - Jorge Hurtarte - Félix MacDonald - Benjamín Monterroso - Carlos Monterroso | - René Moráles - Selvin Pennat - Ricardo Piccinini - Sergio Rivera - Peter Sandoval - Óscar Sánchez - Luis Villavicencio - Allan Wellman |

### Eredmények
Csoportkör
B csoport
| Csapat        | M | Gy | D | V | G+ | G– | Gk | P |
| ------------- | - | -- | - | - | -- | -- | -- | - |
| Franciaország | 3 | 2  | 1 | 0 | 9  | 3  | +6 | 5 |
| Izrael        | 3 | 0  | 3 | 0 | 3  | 3  | 0  | 3 |
| Mexikó        | 3 | 0  | 2 | 1 | 4  | 7  | –3 | 2 |
| Guatemala     | 3 | 0  | 2 | 1 | 2  | 5  | –3 | 2 |

| 1976. július 19. 12:00 |

| Izrael (ISR) | 0–0         | Guatemala |
| ------------ | ----------- | --------- |
|              | Jegyzőkönyv |           |

| Varsity Stadium, Toronto Nézőszám: 9 500 Játékvezető: Vladimir Rudnev (szovjet) |

| 1976. július 21. 12:00 |

| Franciaország (FRA)                  | 4–1               | Guatemala |
| ------------------------------------ | ----------------- | --------- |
| Platini 7' 86' Amisse 41' Schaer 82' | (2–0) Jegyzőkönyv | Fión 58'  |

| Municipal Stadium, Sherbrooke Nézőszám: 3 163 Játékvezető: Dzsafar Námdár (iráni) |

| 1976. július 23. 12:00 |

| Mexikó (MEX)         | 1–1               | Guatemala         |
| -------------------- | ----------------- | ----------------- |
| Rangel 36' Cosio 75′ | (1–1) Jegyzőkönyv | Rergis 8' (öngól) |

| Municipal Stadium, Sherbrooke Nézőszám: 4 118 Játékvezető: Marian Kustoń (lengyel) |

| Csapat          | Helyezés |
| --------------- | -------- |
| Guatemala (GUA) | 10.      |

## Lovaglás
Díjugratás
| Versenyző      | Ló          | Versenyszám | 1. forduló | 1. forduló | 2. forduló | 2. forduló | Összesen | Összesen |
| Versenyző      | Ló          | Versenyszám | Pont       | Hely.      | Pont       | Hely.      | Pont     | Helyezés |
| -------------- | ----------- | ----------- | ---------- | ---------- | ---------- | ---------- | -------- | -------- |
| Oswaldo Méndez | Gray Flight | Egyéni      | 12,00      | 22.        | kiesett    | kiesett    | 12,00    | 22.*     |

Lovastusa
| Versenyző      | Ló      | Versenyszám | Díjlovaglás | Díjlovaglás | Tereplovaglás | Tereplovaglás | Díjugratás | Díjugratás | Végeredmény | Végeredmény |
| Versenyző      | Ló      | Versenyszám | Bünt.       | Hely.       | Bünt.         | Hely.         | Bünt.      | Hely.      | Bünt.       | Helyezés    |
| -------------- | ------- | ----------- | ----------- | ----------- | ------------- | ------------- | ---------- | ---------- | ----------- | ----------- |
| Rita de Luna   | Pampa   | Egyéni      | 101,66      | 38.         | kizárták      | kizárták      | kiesett    | kiesett    | kiesett     | kiesett     |
| Silvia de Luna | Tahuoca | Egyéni      | 93,34       | 30.         | kizárták      | kizárták      | kiesett    | kiesett    | kiesett     | kiesett     |

* - két másik versenyzővel azonos eredményt ért el

## Sportlövészet
Nyílt
| Versenyző                | Versenyszám     | Pont | Helyezés |
| ------------------------ | --------------- | ---- | -------- |
| Víctor Giordani          | Futócéllövészet | 504  | 27.      |
| Arturo Iglesias          | Futócéllövészet | 506  | 26.      |
| Eduardo Echeverría       | Trap            | 156  | 38.      |
| Francisco Romero Arribas | Skeet           | 176  | 56.      |
| Edgardo Zachrisson       | Skeet           | 194  | 6.       |

## Súlyemelés
| Versenyző    | Versenyszám | Szakítás | Szakítás | Lökés    | Lökés    | Összesen | Helyezés |
| Versenyző    | Versenyszám | Eredmény | Helyezés | Eredmény | Helyezés | Összesen | Helyezés |
| ------------ | ----------- | -------- | -------- | -------- | -------- | -------- | -------- |
| Edgar Tornez | 56 kg       | 95,0     | 16.      | 120,0    | 17.      | 215,0    | 15.      |

## Vitorlázás
Nyílt
| Versenyző                    | Versenyszám    | Futam | Futam | Futam | Futam | Futam | Futam  | Futam | Pontszám | Helyezés |
| Versenyző                    | Versenyszám    | 1     | 2     | 3     | 4     | 5     | 6      | 7     | Pontszám | Helyezés |
| ---------------------------- | -------------- | ----- | ----- | ----- | ----- | ----- | ------ | ----- | -------- | -------- |
| Juan Maegli Jorge Springmühl | 470-es osztály | 32,0  | 28,0  | 23,0  | 30,0  | 29,0  | (34,0) | 30,0  | 172,0    | 26.      |